# Casa Cosmana Navarra
Casa Cosmana Navarra (ang. Cosmana Navarra House) – XVII-wieczna arystokratyczna kamienica w Rabacie na Malcie. Budynek należał do Cosmany Navarry (1600-1687), po której otrzymał nazwę, a która była głównym dobroczyńcą przebudowy kościoła parafialnego św. Pawła. Dom znajduje się naprzeciwko tegoż kościoła oraz muzeum Wignacourta. Większa część budynku przekształcona została w restaurację „Ristorante Cosmana Navarra”.

## Lokalizacja
Casa Cosmana Navarra zajmuje narożną działkę przy 28 Triq San Pawl i Pjazza tal-Parroċċa w Rabacie, obok kościoła parafialnego – bazyliki św. Pawła i niedaleko muzeum Wignacourta.

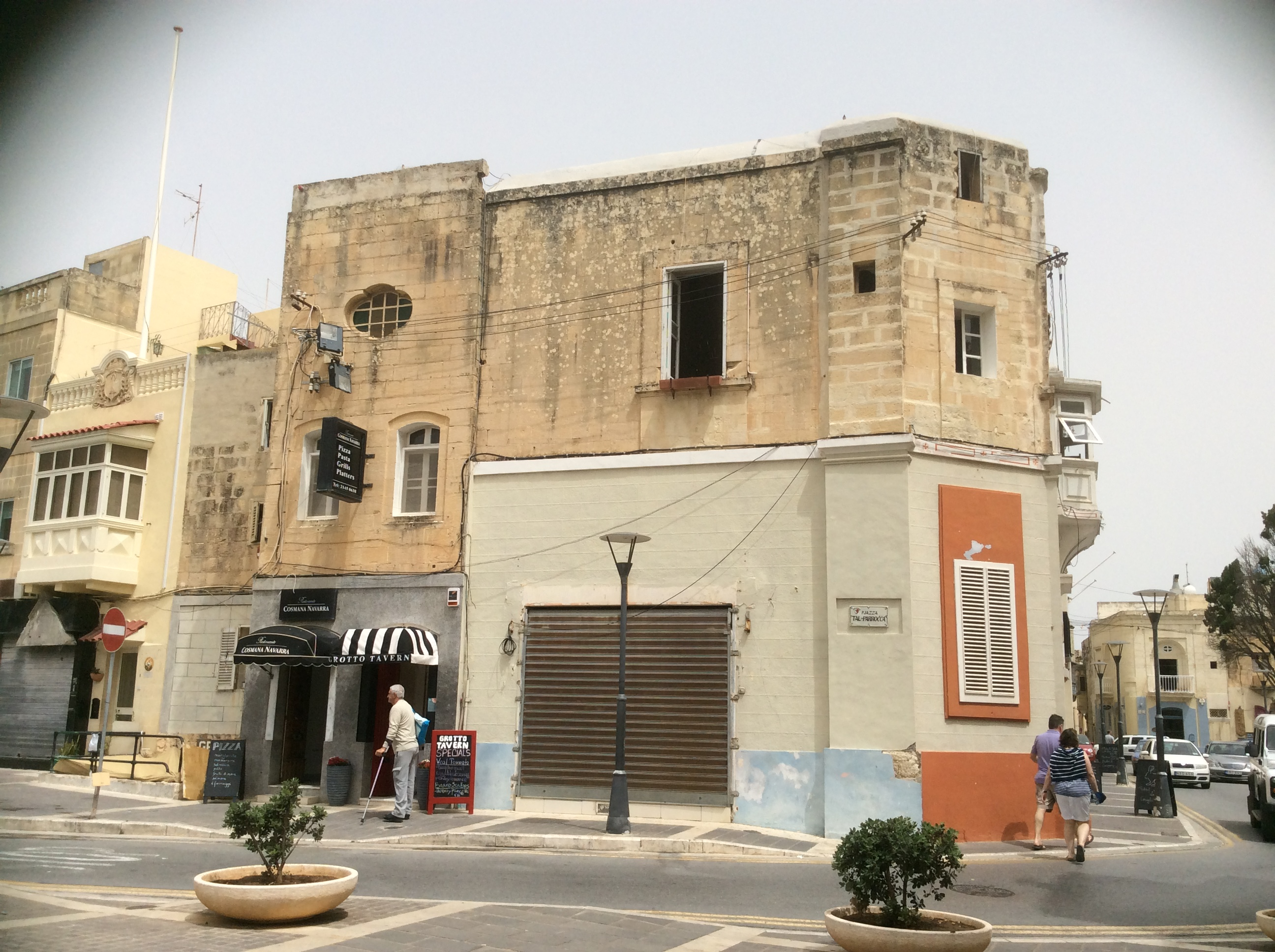
Widok budynku od strony Pjazza tal-Parroċċa

## Historia
Casa Cosmana Navarra była jednym z nielicznych domów mieszkalnych zbudowanych w XVII wieku w Rabacie, na przedmieściach Mdiny, ponieważ nie zachęcano do stawiania budynków mieszkalnych poza ufortyfikowanymi miastami.

Cosmana Navarra (ur. Guzmana Cumbo; po mężu Cassar; znana pod nazwiskiem matki jako Navarra) była córką Ġakbu Cumbo i Cornelii Navarra, z rodziny Cumbo-Navarra. 22 czerwca 1625, w wieku 25 lat, w starej katedrze w Mdinie poślubiła Lorenza Cassara. Małżeństwo było bezdzietne, w związku z czym Cosmana mogła poświęcić więcej czasu na budowę domu i przebudowę kościoła parafialnego w Rabacie. Cosmana Navarra była wielbicielką św. Pawła, o czym świadczy jej zainteresowanie i działania związane z miejscem pielgrzymkowym w Rabacie w grocie św. Pawła. Była głównym dobroczyńcą przy przebudowie kościoła parafialnego, który miał przyjąć pielgrzymów z Europy; co można uznać za historyczny początek turystyki na Malcie. Zadbała o to, aby zarówno Casa Cosmana Navarra, jak i Muzeum Wignacourta były prezentowane jako główne narożne budynki przed kościołem.

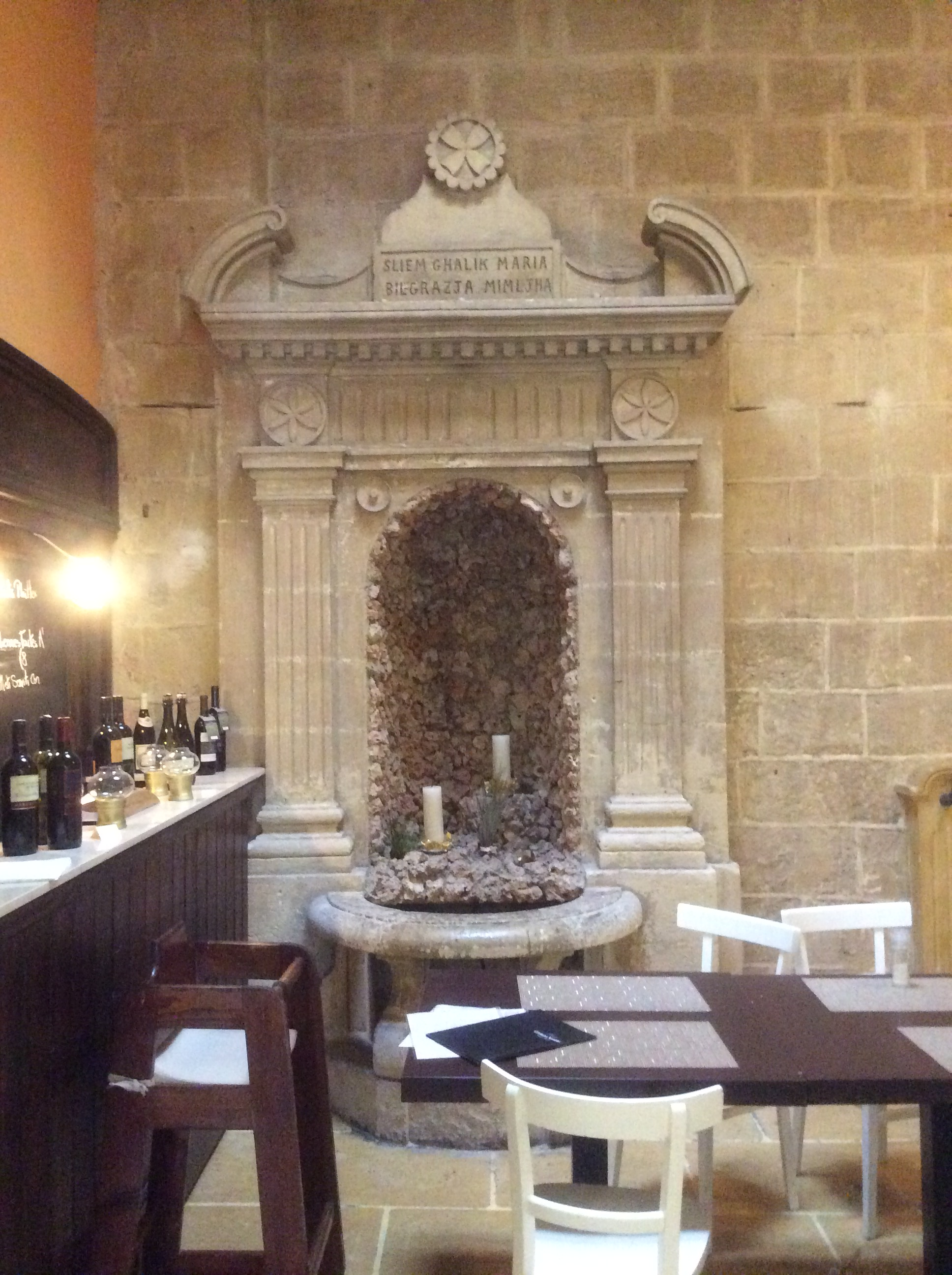
Nisza w dawnym ogrodzie Casa Cosmana Navarra, obecnie jedna z sal

Cosmana była pomysłodawcą różnych etapów przebudowy kościoła parafialnego św. Pawła, stojącego tuż przed jej narożną kamienicą Casa Cosmana Navarra.
Cosmana zmarła 30 stycznia 1687 w wieku 87 lat i została pochowana w kaplicy św. Antoniego, która znajduje się w kościele parafialnym św. Pawła. Jej ambitny plan przebudowy kościoła parafialnego został ukończony przed jej śmiercią. Na pamiątkę jej jako fundatorki i dobroczyńcy tego kościoła, w jego wnętrzu znajdują się co najmniej dwa obrazy ją przedstawiające; jeden z obrazów przedstawia Cosmanę stojącą obok swojego domu w Rabacie, naprzeciw kościoła. Na tym obrazie kościół i zuntier, dwa projekty Cosmany, są w pełni ukończone. Cosmana trzyma w rękach plan architektoniczny kościoła, wydaje się zatem, że obraz ten został namalowany w intencji przedstawienia Cosmany jako fundatorki kościoła św. Pawła. Jej dom, Casa Cosmana Navarra, został zaprezentowany najpierw w kościele na obrazie, a dopiero później, po wyburzeniu kilku innych domów w celu budowy patio kościoła, fizycznie zaprezentował się w wyjątkowej pozycji obok kościoła.

## Architektura

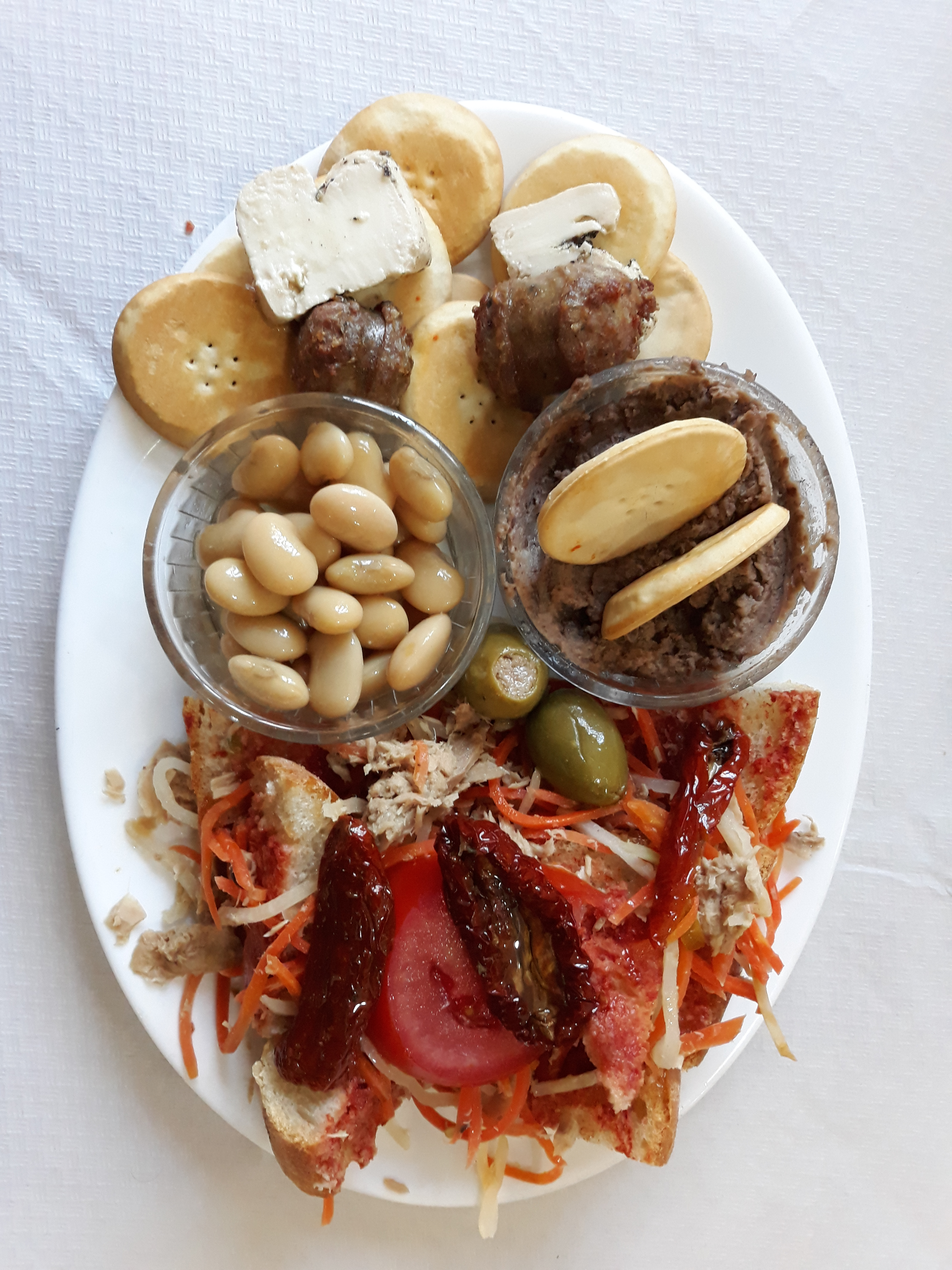
Maltański półmisek serwowany w Ristorante Cosmana Navarra

Casa Cosmana Navarra uważana jest za tradycyjny maltański dom miejski. Jego fasada jest jednocześnie wernakularna i nowoczesna, co przejawia się zamkniętym drewnianym balkonem (malt. gallerija) oraz dwoma neoklasycznymi pilastrami, niezwykłymi w owym czasie. Wewnątrz widać elementy architektury barokowej obejmujące herb rodziny, ozdobne sklepione przejście z jednego pokoju do drugiego na piętrze oraz elementy dawnego ogrodu (obecnie jedna z sal). Wewnątrz znajduje się kilka przestronnych pomieszczeń. Dziś większość budynku to restauracja.

## Ristorante Cosmana Navarra
Od XX wieku Casa Cosmana Navarra jest restauracją specjalizującą się w pizzy i makaronach. Pierwotnie była prowadzona przez Maltańczyków, ale od niedawna prowadzona przez włoską rodzinę. Od 2014 restaurację prowadzi szef kuchni Jonathan Castellari. Restauracja oferuje usługę „parkuj i jedź”, umożliwiającą dotarcie na miejsce klientom korzystającym z samochodu, w celu rozwiązania problemów z parkowaniem. Inicjatywa ta została poparta przez rząd Malty i jest uważana za pozytywną inicjatywę ówczesnego ministra transportu Joe Mizziego.